# U-22 (tàu ngầm Đức) (1936)
U-22 là một tàu ngầm duyên hải  Lớp Type II thuộc phân lớp Type IIB được Hải quân Đức Quốc Xã chế tạo trước Chiến tranh Thế giới thứ hai sau khi bãi bỏ những điều khoản của Hiệp ước Versailles vốn cấm Đức sở hữu tàu ngầm. Những tàu ngầm Type II vốn quá nhỏ để có thể tiến hành các chiến dịch cách xa căn cứ nhà, nên U-22 đã đảm nhiệm vai trò tàu huấn luyện tại các trường tàu ngầm Đức. Được huy động do tình trạng thiếu hụt tàu ngầm sau khi xung đột bùng nổ, nó thực hiện được bảy chuyến tuần tra và đánh chìm sáu tàu buôn với tổng tải trọng 7.344 tấn cùng ba tàu chiến. U-22 bị mất tích tại tại Bắc Hải, có thể do trúng thủy lôi tại eo biển Skagerrak, vào khoảng ngày 27 tháng 3, 1940.

## Thiết kế và chế tạo
Phân lớp Type IIB là một phiên bản mở rộng của Type IIA trước đó. Chúng có trọng lượng choán nước 279 t (275 tấn Anh) khi nổi và 328 t (323 tấn Anh) khi lặn); tuy nhiên tải trọng tiêu chuẩn được công bố chỉ có 250 tấn Anh (254 t). Chúng có chiều dài chung 42,70 m (140 ft 1 in), lớp vỏ trong chịu áp lực dài 28,20 m (92 ft 6 in), mạn tàu rộng 4,08 m (13 ft 5 in), chiều cao 8,60 m (28 ft 3 in) và mớn nước 3,90 m (12 ft 10 in).
Chúng trang bị hai động cơ diesel MWM RS 127 S 6-xy lanh 4 thì công suất 700 mã lực mét (510 kW; 690 shp) để đi đường trường và hai động cơ/máy phát điện Siemens-Schuckert PG VV 322/36 tổng công suất 460 mã lực mét (340 kW; 450 shp) để lặn, hai trục chân vịt và hai chân vịt đường kính 0,85 m (3 ft). Các con tàu có thể lặn đến độ sâu 80–150 m (260–490 ft). Chúng đạt được tốc độ tối đa 12 kn (22 km/h) trên mặt nước và 6,9 kn (12,8 km/h) khi lặn,  với tầm hoạt động tối đa 3.800 nmi (7.000 km) khi đi tốc độ đường trường 8 kn (15 km/h), và 35–42 nmi (65–78 km) ở tốc độ 4 kn (7,4 km/h) khi lặn.
Vũ khí trang bị bao gồm ba ống phóng ngư lôi 53,3 cm (21 in) trước mũi, mang theo tổng cộng năm quả ngư lôi hoặc cho đến 12 quả thủy lôi TMA. Một pháo phòng không 2 cm (0,79 in) cũng được trang bị trên boong tàu. Thủy thủ đoàn bao gồm 25 sĩ quan và thủy thủ.
U-22 được đặt hàng vào ngày 2 tháng 2, 1935. Nó được đặt lườn tại xưởng tàu của hãng Germaniawerft tại Kiel vào ngày 4 tháng 3, 1936, hạ thủy vào ngày 29 tháng 7, 1936, và nhập biên chế cùng Hải quân Đức Quốc Xã vào ngày 20 tháng 8 , 1936 dưới quyền chỉ huy của Hạm trưởng, Đại úy Hải quân Harald Grosse.

## Lịch sử hoạt động
U-22 đã đảm nhiệm vai trò tàu huấn luyện tại các trường tàu ngầm Đức. Được huy động do tình trạng thiếu hụt tàu ngầm sau khi xung đột bùng nổ, nó thực hiện được bảy chuyến tuần tra tại khu vực Bắc Hải và chung quanh quần đảo Anh, đánh chìm sáu tàu buôn với tổng tải trọng 7.344 tấn, cùng một tàu chiến và hai tàu chiến phụ trợ tổng tải trọng 5.108 tấn.
Sau khi tuần tra ngoài khơi Ba Lan trong chiến dịch chiếm đóng Ba Lan và đánh chặn tàu bè đi từ Na Uy đến Anh mà không có kết quả, nó đánh chìm tàu đánh cá Wigmore ngoài khơi bờ biển Scotland vào ngày 18 tháng 11, 1939. Đến tháng 12, 1940, nó rải thủy lôi ngoài khơi Blyth, Northumberland, khiến hai tàu buôn và một tàu quét mìn đắm chỉ trong vòng một tuần. Sau đó U-22 đánh chặn tàu bè trong vịnh Moray Firth, nơi nó đánh chìm tàu khu trục Anh HMS Exmouth với tổn thất nhân mạng toàn bộ vào ngày 21 tháng 1, 1940, và tiếp tục đánh chìm một tàu buôn Đan Mạch.
Lên đường vào ngày 20 tháng 3 cho chuyến tuần tra thứ bảy, U-22 đã không quay trở về căn cứ. Nhiều khả năng nó bị mất do trúng thủy lôi trong eo biển Skagerrak vào khoảng ngày 27 tháng 3, 1940. Một ý kiến khác được đưa ra cho rằng U-22 bị tàu ngầm Ba Lan ORP Wilk đâm trúng; nhưng giả thuyết này bị loại trừ do xảy ra gần một tháng sau đó, vào ngày 20 tháng 4, và những phân tích mới nhất cho rằng ORP Wilk va chạm với một phao tiêu. Dù với lý do nào, U-22 đã bị mất với tổn thất nhân mạng toàn bộ 27 thành viên thủy thủ đoàn.

### Tóm tắt chiến công
U-22 đã đánh chìm sáu tàu buôn với tổng tải trọng 7.344 tấn cùng một tàu chiến và hai tàu chiến phụ trợ:
| Ngày              | Tên tàu       | Quốc tịch              | Tải trọng | Số phận            |
| ----------------- | ------------- | ---------------------- | --------- | ------------------ |
| 18 tháng 11, 1939 | Wigmore       | Anh Quốc               | 345       | Bị đánh chìm       |
| 20 tháng 12, 1939 | Mars          | Thụy Điển              | 1.877     | Bị đánh chìm (mìn) |
| 23 tháng 12, 1939 | HMS Dolphin   | Hải quân Hoàng gia Anh | 3.099     | Bị đánh chìm (mìn) |
| 25 tháng 12, 1939 | HMS Loch Doon | Hải quân Hoàng gia Anh | 534       | Bị đánh chìm (mìn) |
| 28 tháng 12, 1939 | Hanne         | Đan Mạch               | 1.080     | Bị đánh chìm (mìn) |
| 21 tháng 1, 1940  | Ferryhill     | Anh Quốc               | 1.086     | Bị đánh chìm (mìn) |
| 21 tháng 1, 1940  | HMS Exmouth   | Hải quân Hoàng gia Anh | 1.475     | Bị đánh chìm       |
| 21 tháng 1, 1940  | Tekla         | Đan Mạch               | 1.469     | Bị đánh chìm (mìn) |
| 28 tháng 1, 1940  | Eston         | Anh Quốc               | 1.487     | Bị đánh chìm (mìn) |